# Anna Göldi

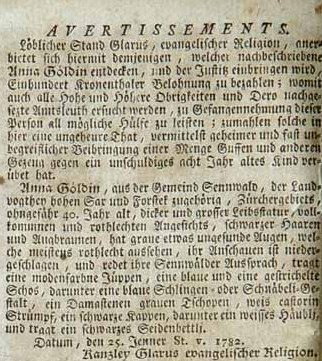
Efterlysning i Neue Zürcher Zeitung 1782

Anna Göldi, eller Göldin, född 1734 i Sennwald, Schweiz, död 18 juni 1782 i Glarus, Schweiz, anses vara den sista kvinnan i Europa som av en officiell domstol dömdes till döden som häxa. Hon erkände – efter tortyr – förbund med djävulen.
Schweiziska myndigheter vill nu[när?] rentvå Göldin eftersom de tror att hon utsattes för en komplott av en rik man som hon haft en relation med. Det har gjorts en film om henne: Anna Göldin, den sista häxan.